# ویسکی لوک لوموند
ویسکی لوک لوموند با نام رسمی شرکت تقطیر لوک لوموند (به انگلیسی: Loch Lomond Distillery) یک کارخانه تقطیر ویسکی اسکاتلندی تک مالت هایلندی است که در شهر اسکندریه در کنار دریاچه لوموند (لوک لوموند) در اسکاتلند قرار دارد.

## تاریخچه
سابقهٔ تقطیر ویسکی در منطقهٔ دریاچه لوموند به سال ۱۸۱۴ و به کارگاهی بازمی‌گردد که در انتهای شمالی دریاچه لوموند در نزدیکی تاربت واقع شده بود. کسب و کار فعلی در سال ۱۹۶۴ توسط صاحبان سابق کارخانه تقطیر لیتل میل در بولینگ تأسیس شد. تولید ویسکی در دریاچه لوموند یک سال بعد در ۱۹۶۵ آغاز شد. در سال ۱۹۸۴ فرایند تقطیر متوقف شد تا اینکه شرکت Glen Catrine Bond Warehouses کسب و کار را خرید و از سال ۱۹۸۷ تولید ویسکی مالت جو را از سر گرفت. تولید ویسکی از مالت دانه‌های غلات دیگر در سال ۱۹۹۳ آغاز شد و دو دستگاه مالت جدید در سال ۱۹۹۹ به تشکیلات تقطیر اضافه گردید. در سال ۱۹۹۴ شرکت لوک لوموند تنها کارخانه تقطیر در اسکاتلند بود که ویسکی را هم از مالت دانه جو و هم از مالت دانه غلات دیگر تولید می‌کرد.
مالکیت شرکت ویسکی‌سازی لوک لوموند یک بار در سال ۲۰۱۴ و بار دیگر در سال ۲۰۱۹ بین شرکت‌های مختلف بریتانیایی و آسیایی دست به دست شد.

## محصولات
شرکت ویسکی‌سازی لوک لوموند در سال ۲۰۲۰ برند محصولات خود را به‌روز نمود. طیف جدید محصولات شامل اقلام زیر است:
- لوک لوموند اصل - ویسکی تک مالت (۴۰٪ الکل)

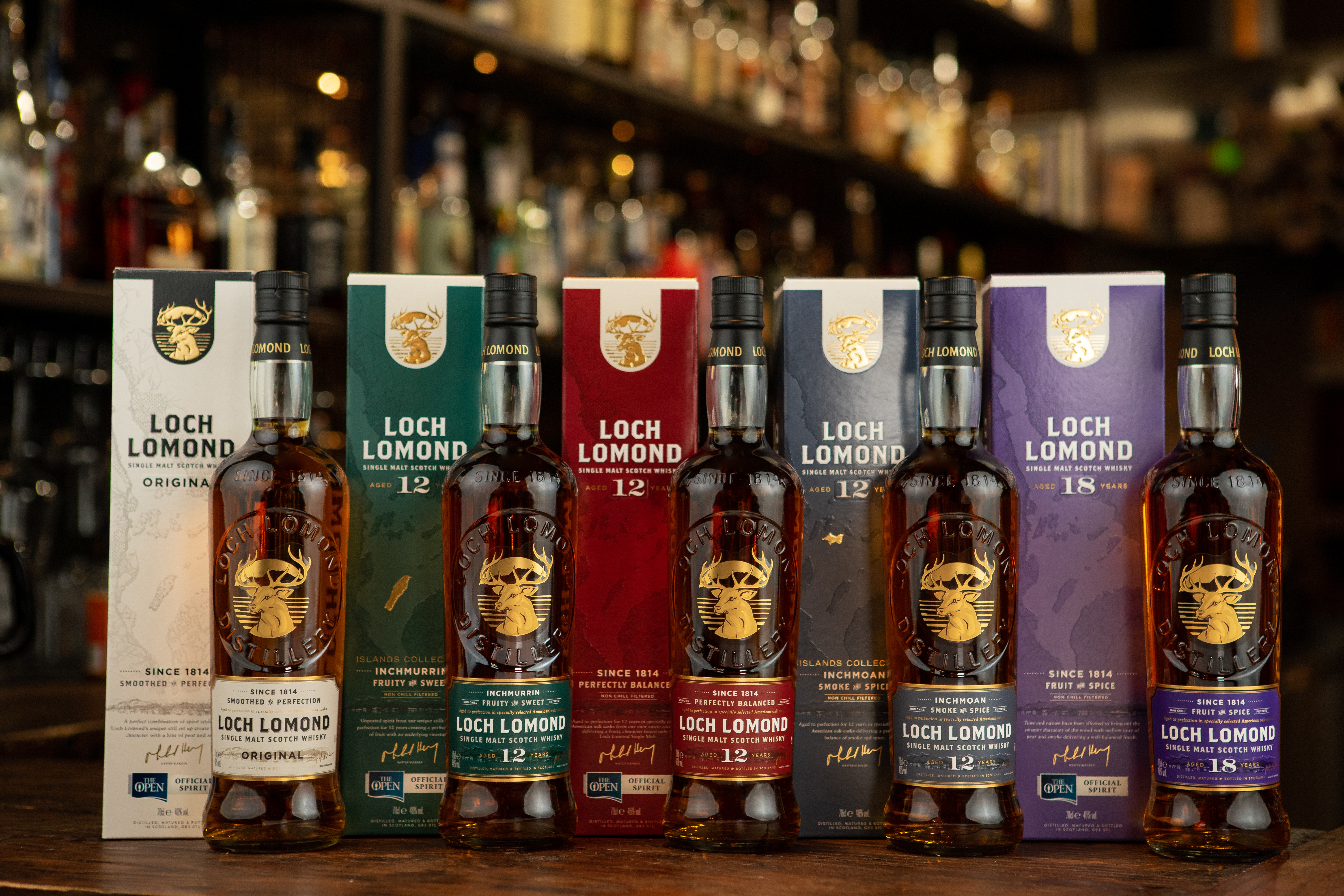
طیف محصولات لوک لوموند در سال ۲۰۲۰

- لوک لوموند – ویسکی تک مالت ۱۲ ساله (۴۶٪ الکل)
- لوک لوموند اینچمون – ویسکی تک مالت ۱۲ ساله (۴۶٪ الکل)
- لوک لوموند اینچمارین – ویسکی تک مالت ۱۲ ساله (۴۶٪ الکل)
- لوک لوموند – ویسکی تک مالت ۱۴ ساله (۴۶٪ الکل)  طیف محصولات لوک لوموند در سال ۲۰۲۰
- لوک لوموند – ویسکی تک مالت ۱۸ ساله (۴۶٪ الکل)
- لوک لوموند – ویسکی تک مالت ۲۱ ساله (۴۶٪ الکل)
- لوک لوموند – ویسکی تک مالت ۳۰ ساله (۴۷٪ الکل)
- لوک لوموند – ویسکی اسکاچ تک‌دانه غلات (۴۶٪ الکل)
- لوک لوموند – ویسکی اسکاچ تک‌دانه غلات پوده‌ای (۴۶٪ الکل)
- لوک لوموند ریزرو – ویسکی اسکاچ مخلوط ممتاز (۴۰٪ الکل)
- لوک لوموند سیگنچر – ویسکی اسکاچ ترکیبی لوکس (۴۰٪ الکل)

## تجهیزات

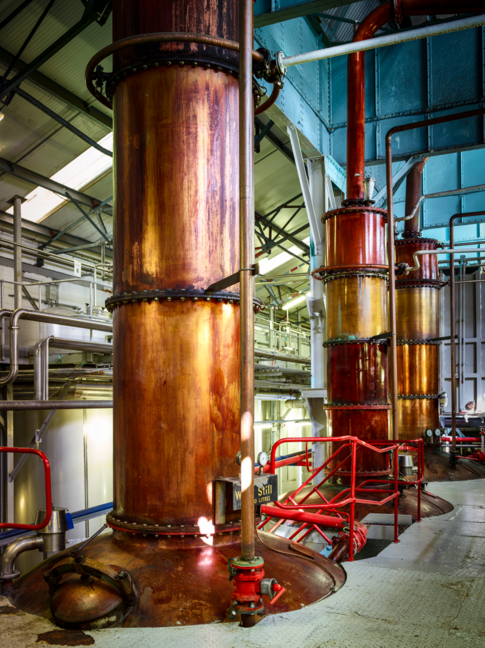
دستگاه‌های تقطیر لوک لوموند

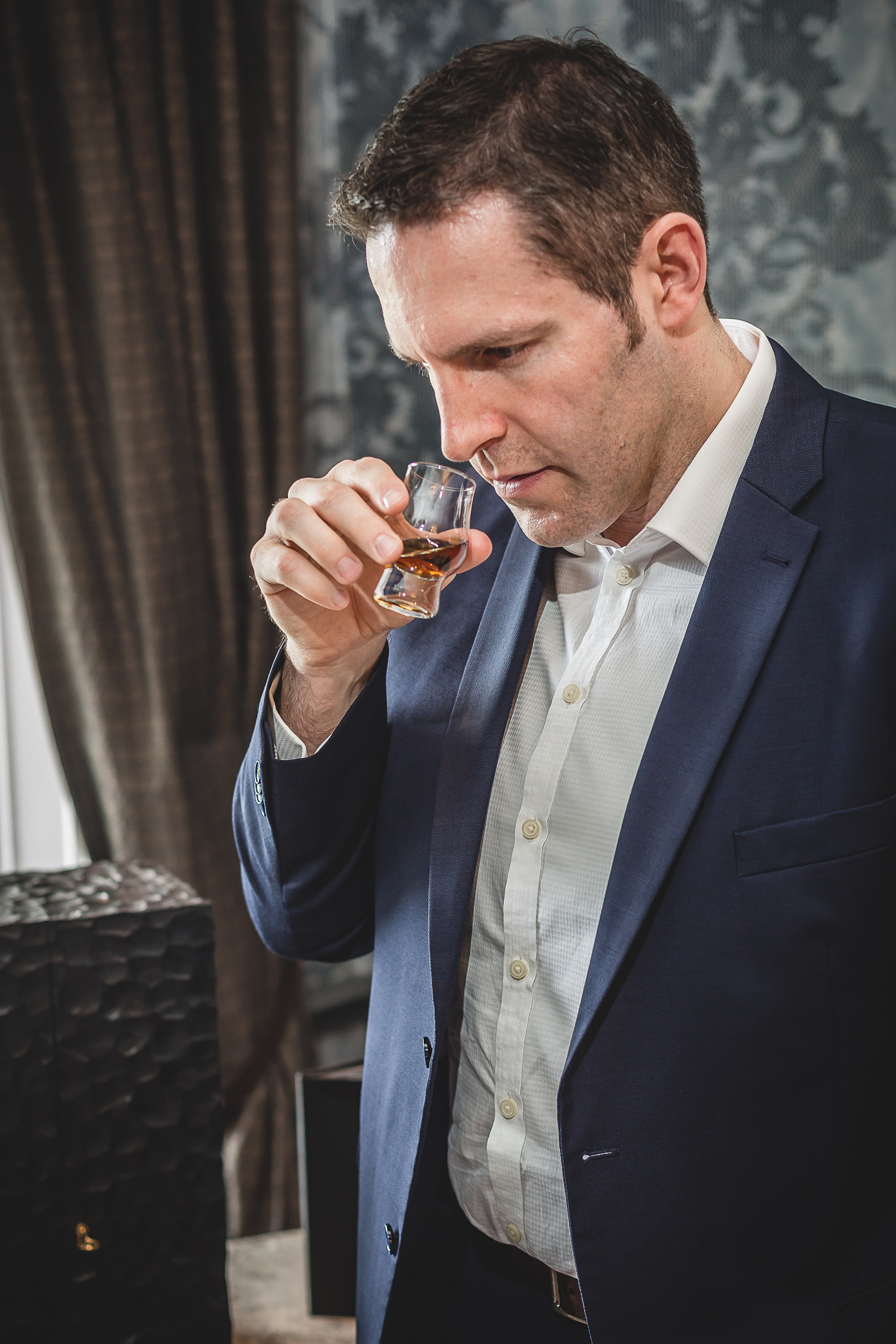
مایکل هنری، کارشناس ترکیب ویسکی

دهانه دستگاه‌های تقطیر شرکت لوک لوموند دارای صفحات تقطیر ویژه‌ای هستند که سطح تماس بخش خنک‌کننده با بخار الکل را بیشتر کرده، به افزایش کارآمدی فرایند کمک می‌کند. این دستگاه‌ها می‌توانند الکل را تا ۹۰ درصد تقطیر کنند، در حالی که دستگاه‌های معمولی الکل را با حدود ۷۰ درصد تولید می‌کنند. این سبک تقطیر به شرکت اجازه می‌دهد که طعم‌های بیشتری در فرایند تقطیر خود به‌دست آورند.

## پشتیبانی تجاری
شرکت ویسکی لوک لوموند در حال حاضر نوشیدنی رسمی مسابقات گلف اوپن است، و در همین راستا مجموعه‌ای از وسایل و ابزار بازی گلف را تولید می‌کند.
ویسکی لوک لوموند در سال ۲۰۲۰ طی یک قرارداد مشارکت ۳ ساله، نوشیدنی رسمی مسابقات راگبی PRO14 شد و به عنوان بخشی از شراکت ویسکی‌های خود را در سالن‌های مسابقه و به صورت دیجیتالی در طول فصل مسابقات به نمایش می‌گذارد.

## جوایز
ویسکی‌های لوک لوموند بسیاری از جوایز مشهور جهان مانند جوایز جهانی نوشیدنی‌های تقطیری سانفرانسیسکو، مسابقه بین‌المللی شراب و نوشیدنی‌های تقطیری، جوایز جهانی ویسکی، چالش بین‌المللی نوشیدنی‌های تقطیری و استادان ویسکی اسکاچ را دریافت کرده‌اند. برخی از جوایز اصلی عبارتند از:
| دریاچه لوموند     | جوایز دریافت شده                                                   | جوایز دریافت شده                                                   | جوایز دریافت شده                                                    |
| ----------------- | ------------------------------------------------------------------ | ------------------------------------------------------------------ | ------------------------------------------------------------------- |
| اصلی              | مدال طلا - استادان ویسکی اسکاچ ۲۰۲۰                                | مدال طلا - جوایز جهانی نوشیدنی‌های تقطیری سانفرانسیسکو ۲۰۱۸         | مدال طلا - چالش بین‌المللی نوشیدنی‌های تقطیری ۲۰۲۰                    |
| ۱۲ ساله           | مدال پلاتین - جوایز جهانی نوشیدنی‌های تقطیری سانفرانسیسکو ۲۰۲۰      | مدال طلای دوگانه - جوایز جهانی نوشیدنی‌های تقطیری سانفرانسیسکو ۲۰۲۰ | مدال طلا - استادان ویسکی اسکاچ ۲۰۲۰                                 |
| اینچمورین ۱۲ ساله | مدال طلای دوگانه - جوایز جهانی نوشیدنی‌های تقطیری سانفرانسیسکو ۲۰۲۰ | مدال طلا - چالش بین‌المللی نوشیدنی‌های تقطیری ۲۰۲۰                   | مدال طلا - جوایز جهانی ویسکی ۲۰۱۶                                   |
| اینچمون ۱۲ ساله   | مدال طلا - جوایز جهانی سانفرانسیسکو ۲۰۲۰                           | مدال طلا - چالش بین‌المللی روح ۲۰۲۰                                 | بهترین ویسکی مالت در رده ۱۲ ساله و پایین‌تر - جوایز جهانی ویسکی ۲۰۱۸ |
| ۱۸ ساله           | مدال طلای دوگانه - جوایز جهانی نوشیدنی‌های تقطیری سانفرانسیسکو ۲۰۲۰ | مدال طلا - چالش بین‌المللی نوشیدنی‌های تقطیری ۲۰۲۰                   | مدال طلا - استادان ویسکی اسکاچ ۲۰۲۰                                 |
| تک‌دانه غلات       | مدال طلای دوگانه - جوایز جهانی نوشیدنی‌های تقطیری سانفرانسیسکو ۲۰۱۷ | بهترین اسکاچ دانه‌غلات - جوایز جهانی ویسکی ۲۰۱۷                     | مدال طلا - مسابقات بین‌المللی نوشیدنی‌های تقطیری برلین ۲۰۱۷           |

## در داستان‌های مصور
لوک لوموند نام یک برند ویسکی اسکاتلندی است در مجموعه کتاب‌های کمیک مصور معروف ماجراهای تن‌تن اثر هرژه توسط کاپیتان هادوک مصرف می‌شود. علیرغم شباهت نام، ویسکی لوک لوموند در داستان‌های تن‌تن ارتباطی با کارخانه تقطیر لوک لوموند در دنیای واقعی ندارد. نام ویسکی لوک لومند نخستین بار در سال ۱۹۶۶ در نسخه انگلیسی زبان داستان جزیره سیاه به میان آمد (به جای ویسکی جانی واکر در نسخه اصلی)؛ اگرچه هنوز مشخص نیست که آیا هرژه این نام را در ذهن خود ساخته یا از شرکت ویسکی لوک لوموند الهام گرفته بوده‌است.